# 서산 백암사지
서산 백암사지(瑞山 百庵寺址)는 대한민국 충청남도 서산시 운산면 용현리에 있는 백암사 절 터이다. 1984년 5월 17일 충청남도의 문화재자료 제211호로 지정되었다.

## 개요
백암사의 연혁에 대한 기록은 남아 있지 않다. 그러나 옛 보원사에는 99개소의 암자가 있었고 100번째 암자인 백암사를 지은 후 모든 암자가 불에 타서 없어졌다는 이야기가 전해지는 것으로 보아 보원사는 가장 융성하던 시기인 고려 전기에 세웠다가 소멸된 것으로 짐작한다.
현재 이곳에는 약 2000여 평의 절터와 세울 당시 쌓은 것으로 보이는 석축이 부분적으로 남아 있다. 또한 석등과 석탑의 일부분이 남아 있는데 그 제작 기법과 모양을 보아 고려시대에 제작된 것으로 추정한다.

## 참고 문헌
- 백암사지 - 국가유산청 국가유산포털